# TV-året 2006

## Händelser

### Februari
- 23 februari - Nya tillstånd för marksänd digital-tv i Sverige meddelas till TV6, Aftonbladets "Storstads-TV", Ax:son Johnsons "Axess TV", The Voice TV, Kanal 5:s "C 5", NonStop Televisions "NonStop Filmfestival" och BBC Prime.[1]
- 27 februari - Andra etappen i övergången till digital-TV i Sverige startar. TV-tittare i Östergötland, Närke, Västmanland och Uppland berörs.[2]

### Mars
- 18 mars - Melodifestivalens final i Globen.
- 31 mars - Marksänd digital-TV i Danmark lanseras officiellt.[3]

### Maj
- 9 maj - Premiär för TV6.[4]
- 20 maj - Eurovision Song Contest i Aten, Grekland.
- 23 maj - Premiär för One Television och deras serie The Bill.[5]
- 26 maj - Premiär för filmkanalen Silver.[6]
- 27 maj - Premiär för Axess TV.[7]
- 29 maj - Premiär för Aftonbladet TV.[8]

### Juni
- 9 juni - HD-kanalen börjar sända TV4:s och SVT:s matcher från VM i fotboll i HDTV.[9]

### Augusti
- 20 augusti - Under SVT 24:s midnattssändningar får tittarna se en porrfilm med grova sexscener bakom nyhetsuppsuppläsaren Petter Dahlgren, och filmen rullar på i flera minuter innan producenten stänger av. Vanligtvis visar SVT 24 nyhetskanaler som CNN i bakgrunden.[1]

### September
- 11 september - Det svenska TV-priset Kristallen delas ut för andra gången.[1]
- 18 september - TV4 får en ny grafisk profil.
- 18 september - Det nya TV-nätverket The CW startar i USA. The CW är en sammanslagning de tidigare nätverken UPN och The WB och ägs av CBS Corporation (UPN:s ägare) och Time Warner (WB:s ägare).
- 19 september - TV3 beslutar att lägga ned underhållningsprogrammen Fling och Menduro på grund av låga tittarsiffror.[10]

### Oktober
- 9 oktober - TV7 startar sina sändningar (relansering av Aftonbladet TV).
- 20 oktober - Officiell premiär för SVT HD.[11]

### November
- 3 november - TV4 Komedi och TV4 Guld lanseras samtidigt.[12]

### December
- 1 december - Markus Fagervall vinner Idol 2006.[13]

## TV-program
- 26 augusti - Biker Mice from Mars har premiär i USA.

### Sveriges Television
- 1 januari - Start för dokumentärserien Stjärnorna på slottet med Börje Ahlstedt, Mona Malm, Peter Harryson, Sven-Bertil Taube och Maud Adams
- 1 januari - Brittiska kriminalserien Kommissarie Lynley (The Inspector Lynley Mysteries: In the Guise of Death)
- 2 januari - Brittiska kriminalserien Kommissarie Lynley (The Inspector Lynley Mysteries: The Seed of Cunning)
- 4 januari - Brittiska kriminalserien Kommissarie Lynley (The Inspector Lynley Mysteries: The Word of God)
- 5 januari - Föreställningen Hemvärnets glada dagar med Eva Rydberg, Sven Melander med flera.
- 10 januari - Säsongstart för Uppdrag granskning med Elisif Elvinsdotter
- 10 januari - Säsongstart för Debatt med Lennart Persson
- 11 januari - Tysk-australiska Sökandet efter Skattkammarön (Auf der Suche nach der Schatzinsel)
- 11 januari - Dokumentärserien Svenska dialektmysterier med Fredrik Lindström
- 11 januari - Säsongstart för Hjärnkontoret med Frida Nilsson
- 12 januari - Premiär för amerikanska dramaserien Veronica Mars
- 13 januari - Brittiska dramadokumentären Drottningens syster (The Queen's Sister)
- 14 januari - Repris från 2003 av svenska ungdomsserien Vera med flera
- 14 januari - Premiär för svenska komediserien Nisse Hults historiska snedsteg med Johan Glans
- 16 januari - Säsongstart för Fråga doktorn med Suzanne Axell
- 17 januari - Magasinet Go'kväll har säsongspremiär
- 18 januari - Säsongstart för Packat & klart
- 18 januari - Premiär för dokumentärserien Jobba jämt
- 21 januari - Ny omgång av amerikanska kriminalserien Brottskod:Försvunnen (Without a Trace)
- 23 januari - Säsongstart för konsumentmagasinet Plus med Sverker Olofsson
- 23 januari - Föreställningen Zeynos värld från Stockholms stadsteater med Nisti Stêrk
- 23 januari - Premiär för australiska dokumentärserien Safran vs Gud med John Safran
- 23 januari - Säsongstart för amerikanska Vita huset
- 24 januari - Premiär för amerikanska dramaserien Oskrivna blad av George Clooney
- 24 januari - Säsongstart för Bokbussen med John Chrispinsson
- 25 januari - Premiär för hårdrocksmagasinet Rundgång
- 26 januari - Säsongstart för Antikrundan med Anne Lundberg
- 26 januari - Säsongstart för Filmkrönikan med Orvar Säfström
- 29 januari - Säsongstart för kulturmagasinet Sverige! med Katti Hoflin
- 29 januari - Säsongstart för amerikanska dramaserien Six Feet Under
- 30 januari - Premiär för UR:s dokumentärserie om politiska ideologier Drömsamhället med Emil Nikkhah
- 31 januari - Premiär för realityserien Toppkandidaterna med Alexander Norén
- 3 februari - Säsongstart för amerikanska kriminalserien The Wire
- 6 februari - Säsongstart för Faktum med Natanael Karlsson
- 26 februari - Säsongstart för TV-huset med Carin Hjulström-Livh
- 26 februari - TV-dokumentären Jag såg mordet på Palme av Mikael Hylin
- 27 februari - Premiär för dramaserien Kronprinsessan med Alexandra Rapaport, Ulf Friberg, Suzanne Reuter med flera.
- 1 mars - Säsongstart för Mitt i naturen med Martin Emtenäs
- 3 mars - Säsongstart för Så ska det låta med Peter Settman
- 4 mars - Säsongstart för brittiska pratshowen Parkinson med Michael Parkinson
- 5 mars - Säsongstart för svenska komediserien Lite som du
- 14 mars - Säsongstart för litteraturprogrammet Babel med Daniel Sjölin
- 15 mars - Säsongstart för Raggadish med David Bexelius
- 16 mars - Premiär för frågesporten Veckans president med Josefina Johansson
- 18 mars - Melodifestivalen.
- 21 mars - Brittiska dramaserien Casanova med Peter O'Toole
- 25 mars - Premiär för Högsta domstolen med Hans Rosenfeldt och Annika Lantz
- 25 mars - Premiär för komediserien Bota mig med Peter Andersson och Lia Boysen
- 27 mars - Premiär för dramaserien Möbelhandlarens dotter med Jakob Eklund
- 29 mars - Säsongstart för Niklas mat med Niklas Ekstedt
- 1 april - Ny omgång av amerikanska kriminalserien Kalla spår (Cold Case)
- 1 april - Premiär för brittiska serien Maggies nya liv (Life Begins)
- 4 april - Premiär för motorprogrammet Motorist med Joppe Pihlgren
- 5 april - Seriestart för danska komediserien Grabbarna från Angora (Drengene fra Angora)
- 5 april - Seriestart för den sydafrikanska dramaserien Yizo, Yizo
- 10 april - Säsongstart för motorsportprogrammet Race med Johan Thorén
- 11 april - Brittiska miniserien Döden väntar i Arkangelsk (Archangel)
- 12 april - Australiska miniserien Törnfåglarna - De förlorade åren (The Thorn Birds: The Missing Years)
- 12 april - Premiär för Hundkoll med Katti Hoflin
- 13 april - Repris från 2005 av brittiska kriminalserien Foyle's War
- 14 april - Seriestart för dramaserien En fråga om liv och död med Göran Ragnerstam, Gunnel Fred, Donald Högberg med flera.
- 20 april - Premiär för samhällsprogrammet Josefsson med Janne Josefsson
- 23 april - Säsongstart för amerikanska dramaserien Nip/Tuck
- 24 april - Premiär för Folkvald med Elin Ek och David Batra
- 26 april - Premiär för trädgårdsprogrammet Söderläge med Maria Arborgh
- 9 maj - Premiär för trädgårdsprogrammet Lilla täppan
- 11 maj - Partiledarduell mellan Göran Persson och Fredrik Reinfeldt
- 15 maj - Säsongspremiär för danska dramaserien Krönikan
- 18 maj - Semifinal i Eurovision Song Contest 2006 från Aten
- 20 maj - Eurovision Song Contest 2006 från Aten
- 14 juni - Repris av brittiska komediserien Fader Ted
- 15 juni - Ny omgång av Otroligt antikt
- 18 juni - Danska dokumentärserien Herlufsholm
- 18 juni - Reprisstart för andra säsongen av Rederiet
- 25 juni - Norska dramaserien Svarta pengar - vita lögner (Svarte penger, hvite løgner)
- 26 juni - Repris från 2003 av ungdomsserien Olivia Twist
- 26 juni - Brittiska dramaserien Bleak House med Denis Lawson, Gillian Anderson med flera.
- 27 juni - Säsongstart för Allsång på Skansen med Anders Lundin
- 30 juni - Brittiska dramaserien Alan Clarks bravader med John Hurt (The Alan Clark Diaries)
- 30 juni - Repris från 2004 på den brittiska dramaserien Svindlarna (Hustle)
- 1 juli - Ny omgång av brittiska dramaserien Karl för sin kilt (Monarch of the Glen)
- 3 juli - Andra omgången av brittiska dramaserien Rose och Maloney (Rose and Maloney)
- 7 juli - Repris från 2005 av dramaserien Saltön med Tomas von Brömssen med flera.
- 11 juli - Ny omgång av brittiska kriminalserien Morden i Midsomer
- 12 juli - Finländska dramaserien Dödlig plikt (NDA - Salassapitosopimus)
- 18 juli - Andra säsongen av amerikanska dramaserien Mitt liv som död (Dead Like Me)
- 23 juli - Svenska dokumentärfilmen Armbryterskan från Ensamheten om Heidi Andersson
- 24 juli - Ny omgång av brittiska deckarserien Foyle's War
- 24 juli - Ny omgång av brittiska dramaserien William och Mary
- 2 augusti - Andra omgången av trädgårdsprogrammet Söderläge med Maria Arborgh
- 8 augusti - Premiär för inredningsprogrammet Nya rum med Ernst Kirchsteiger
- 12 augusti - Minnenas television visar Melodifestivalen 1984.
- 16 augusti - Operan Figaros bröllop från Parisoperan med bland andra Peter Mattei
- 17 augusti - Repris från TV-året 2005 av brittiska dramaserien Blackpool
- 19 augusti - Säsongspremiär för underhållningsprogrammet Folktoppen med Hans Rosenfeldt och Shirley Clamp
- 20 augusti - Säsongstart för kulturprogrammet Sverige! med Katti Hoflin
- 23 augusti - Premiär för konsumentprogrammet Login med Johan Ågren
- 26 augusti - Premiär för norska dramaserien Vargsommar (Ulvesommer)
- 27 augusti - Säsongstart för amerikanska kriminalserien Sopranos
- 28 augusti - Premiär för amerikanska thrillerserien Sleeper Cell
- 1 september - Premiär för finlandssvenska komediserien Trassel
- 2 september - Säsongspremiär för komediserien Kvarteret Skatan
- 3 september - Repris från 1999 av Skärgårdsdoktorn
- 9 september - Premiär för brittiska miniserien Den hårda linjen (Last Rights)
- 14 september - Säsongstart för Tinas mat med Tina Nordström
- 15 september - Partiledardebatten inför riksdagsvalet leds av Marianne Rundström och Mats Knutsson
- 16 september - Repris från 2003 av dramaserien En ö i havet
- 18 september - Åttonde säsongen av dramaserien Hem till byn
- 19 september - Premiär för dramaserien Poliser med Johan Hedenberg, Marie Delleskog med flera.
- 20 september - Säsongstart för Mitt i naturen med Martin Emtenäs
- 21 september - Andra säsongen av amerikanska dramaserien Veronica Mars
- 22 september - Säsongstart för Doobidoo med Lasse Kronér
- 23 september - Brittiska dramakomedin Vi ses i Havanna, det vill säga fjärde säsongen av "Auf Wiedersehen, Pet"
- 24 september - Svenska dramakomediserien Mäklarna med Kjell Bergqvist och Cecilia Frode
- 30 september - Säsongstart för amerikanska komediserien Simma lugnt, Larry! (Curb Your Enthusiasm)
- 4 oktober - Premiär för amerikanska dramakomediserien Entourage
- 6 oktober - Lilla Melodifestivalen
- 10 oktober - Repris från 2004 av Allt och lite till
- 11 oktober - Premiär för trädgårdsprogrammet Gunnels gröna
- 14 oktober - Insamlingsgalan Tillsammans för världens barn med Charlotte Perrelli och Micke Leijnegard
- 16 oktober - Säsongstart för Kobra med Kristofer Lundström
- 16 oktober - Säsongstart för Faktum med Natanael Karlsson
- 17 oktober - Säsongstart för Toppform med Blossom Tainton Lindquist
- 19 oktober - Premiär för Fråga Anders och Måns med Måns Nilsson och Anders Johansson
- 19 oktober - "Välkommen på 50-årsfest", då Sveriges Television firar 50-årskalas.[14]
- 26 oktober - Familjelivsprogrammet Söderlund & Bie med Ann Söderlund
- 26 oktober - Dokumentären Ubåt 137 på grund om U 137
- 28 oktober - Säsongstart för På spåret med Ingvar Oldsberg
- 30 oktober - Seriestart för En uppstoppad hund med Jonas Karlsson och Lotta Tejle
- 31 oktober - Konstmagasinet Arty med Tuvalisa Rangström
- 3 november - Miniserien Den som viskar med Pernilla August, Anders Ekborg, Lia Boysen med flera.
- 6 november - Amerikanska dramaserien Supernatural
- 6 november - Samhällsprogrammet Böglobbyn med Olle Palmlöf
- 12 november - Dokumentären Den stora olyckan om Essingebroolyckan 1948
- 14 november - Svensk-sydafrikanska dramaserien Cuppen med Alexander Skarsgård och Wandile Molebatsi
- 18 november - Repris från 1999 av TV-filmen Dödsklockan
- 20 november - Svenska dramaserien Mästerverket med Livia Millhagen, Tobias Hjelm, Ulf Brunnberg med flera.
- 22 november - Brittiska dramaserien Ingen dans på rosor (Life Isn't All Ha Ha Hee Hee)
- 25 november - Melodi Grand Prix Junior leds av Henrik Johnsson och Therése Merkel
- 25 november - Ny omgång av pratshowen Parkinson med Michael Parkinson
- 26 november - Dramserien AK3 med Sven Ahlström och Anna Pettersson, regisserad av Ernst Billgren
- 1 december - Humorserien Hipp hipp: Itzhaks julevangelium
- 1 december - Årets julkalender är Lasse-Majas detektivbyrå.[15]
- 2 december - Pratshowen Hos Jihde med Peter Jihde
- 5 december - Norska kriminalserien Sejer - svarta sekunder
- 13 december - Dokumentärserien Världens modernaste land med Fredrik Lindström
- 26 december - Dramaserien Snapphanar med André Sjöberg, Tuva Novotny med flera.
- 29 december - Tredje omgången av brittiska komediserien Little Britain
- 30 december - Femte säsongen av brittiska kriminalserien Kommissarie Lynley (The Inspector Lynley Mysteries: Natural Causes)
- 30 december - Repris av brittiska komediserien The Office

### TV3
- 2 januari - Amerikanska dramaserien Prison Break
- 8 januari - Amerikanska dramaserien Jack och Bobby med Christine Lahti
- 9 januari - Amerikanska realityserien Project Runway med Heidi Klum
- 13 januari - Premiär för amerikanska tecknade American Dad
- 13 januari - Premiär för amerikanska komediserien Jake (Jake in Progress)
- 13 januari - Premiär för amerikanska komediserien Hemma hos Fran (Living with Fran) med Fran Drescher
- 14 januari - Premiär för brittiska Hell's Kitchen med Gordon Ramsay
- 15 januari - Andra omgången av amerikanska kriminalserien The Closer med Kyra Sedgwick
- 30 januari - Andra omgången av danstävlingen Floor Filler
- 3 februari - Premiär för amerikanska komediserien Stacked med Pamela Anderson
- 13 februari - Premiär för inredningsprogrammet Från koja till slott med Malin Hallberg
- 26 februari - Sista avsnittet av amerikanska dramaserien På heder och samvete visas efter 10 säsonger.
- 28 februari - Premiär för realityserien Top Dog med Sofia Wistam
- 1 mars - Premiär för Extra! Extra! med Måns Möller
- 1 mars - Premiär för amerikanska komediserien My Name Is Earl
- 2 mars - Reprisstart för den amerikanska dramaserien Cityakuten
- 8 mars - Ny omgång av Top Model Sverige
- 10 mars - Premiär för realityserien HCZ
- 27 mars - Ny säsong av amerikanska Cityakuten
- 15 april - Amerikanska kriminalserien The Inside
- 28 april - Amerikanska komediserien Hur jag träffade din mamma
- 22 maj - Säsongspremiär för Project Runway med Heidi Klum
- 22 maj - Säsongspremiär för amerikanska The L Word
- 24 maj - Premiär för amerikanska deckarserien Close to Home
- 24 maj - Premiär för amerikanska dramaserien Related
- 27 maj - Premiär för Australia's Next Top Model
- 31 maj - Premiär för Britain's Next Top Model
- 8 juni - Premiär för amerikanska komediserien Malcolm - Ett geni i familjen
- 26 juni - Amerikanska miniserien Blodspår (Bloodlines)
- 7 juli - Ny omgång av amerikanska thrillerserien Missing (1-800-Missing)
- 16 juli - Premiär för amerikanska actionserien The Unit
- 22 juli - Premiär för amerikanska dramaserien Beach Girls med Rob Lowe, Julia Ormond med flera.
- 24 juli - Amerikanska TV-filmen Orkanstyrka 6 (Category 6: Day of Destruction) med Thomas Gibson, Randy Quaid med flera.
- 31 juli - Amerikanska TV-filmen Orkanstyrka 7 (Category 7: The End of the World) med Gina Gershon, Shannen Doherty, Randy Quaid med flera.
- 21 augusti - Säsongstart för amerikanska dramaserien Prison Break
- 28 augusti - Premiär för underhållningsprogrammet Fling med Josefin Crafoord
- 28 augusti - Premiär för underhållningsprogrammet Menduro med Kjell Eriksson
- 31 augusti - Säsongspremiär för Efterlyst med Hasse Aro
- 5 september - Premiär för Carl Jans änglar med Carl Jan Granqvist
- 9 september - Premiär för brittiska kriminalserien I ondskans närhet (Touching Evil)
- 9 september - Premiär för amerikanska dramaserien Over There
- 12 september - Premiär för brittiska dramaserien Hotel Babylon
- 13 september - Start för den sjätte säsongen av Top Model (America's Next Top Model) med Tyra Banks
- 13 september - Premiär för amerikanska komediserien Weeds med Mary-Louise Parker
- 15 september - Brittiska kriminalserien The Commander med Amanda Burton
- 16 september - Säsongstart för underhållningsprogrammet Extra! Extra! med Måns Möller
- 16 september - Premiär för underhållningsprogrammet Sing a long med Renée Nyberg
- 24 september - Säsongstart för amerikanska serien The 4400
- 16 oktober - Säsongstart för amerikanska dramaserien Cityakuten
- 16 oktober - Säsongstart för amerikanska kriminalserien Prison Break
- 17 oktober - Säsongstart för amerikanska kriminalserien Bones
- 17 oktober - Premiär för amerikanska kriminalserien Vanished
- 31 oktober - Rosa Bandet-galan med Renée Nyberg och Hasse Aro
- 2 november - Livsstilsprogrammet Lyxfällan
- 7 november - Kriminaldokumentärserien Ondska med Hasse Aro
- 24 november - Brittiska kriminalserien Blue Murder med Caroline Quentin

### TV4
- 3 januari - Norska kriminalserien Rån (Ran)
- 5 januari - Andra säsongen av amerikanska dramaserien Medium med Patricia Arquette
- 6 januari - Premiär för danstävlingen Let's Dance med Agneta Sjödin och David Hellenius
- 8 januari - Amerikanska Rockskolan (School of Rock) med Gene Simmons
- 9 januari - Amerikanska dramaserien Commander in Chief med Geena Davis
- 10 januari - Säsongstart för inredningsprogrammet Bygglov
- 10 januari - Premiär för brittiska Sex Inspectors
- 16 januari - Repris för svenska komediserien Hem till Midgård
- 23 januari - Premiär för amerikanska American Idol
- 27 januari - Säsongstart för amerikanska kriminalserien Jordan, rättsläkare (Crossing Jordan)
- 6 februari - Säsongstart för Jeopardy! med Adam Alsing
- 11 februari - Premiär för brittiska kriminalserien Tyst vittne (Silent Witness)
- 26 februari - Säsongstart för Parlamentet med Anders S. Nilsson
- 28 februari - Säsongstart för När & fjärran
- 28 februari - Säsongstart för Cold Case Sverige
- 1 mars - Säsongstart för amerikanska kriminalserien 24
- 2 mars - Säsongstart för Time out med Martin Timell
- 2 mars - Premiär för dokumentärserien Micke Dubois - mycket mer än Svullo om Micke Dubois
- 13 mars - Premiär för samhällsprogrammet Drevet
- 14 mars - Säsongstart för Äntligen hemma med Martin Timell
- 15 mars - Premiär för brittiska kriminalserien Nattskiftet (55 Degrees North)
- 17 mars - Premiär för Rampfeber med Gry Forssell och Ulrika Eriksson
- 17 mars - Säsongstart för Hey Baberiba
- 17 mars - Premiär för underhållningsprogrammet 100 % med Adam Alsing
- 20 mars - Amerikanska kriminalserien Försvunnen, inte glömd med Brooke Shields (Gone But Not Forgotten)
- 25 mars - Premiär för Deal or No Deal med Martin Timell
- 25 mars - Brittiska thrillerserien Messiah
- 10 april - Premiär för Nyhetsmorgon efter tio med Malou von Sivers
- 12 april - Premiär för Lilla vi (tar stor plats) med Carina Berg
- 20 april - Säsongstart för Äntligen trädgård med Ulrika Eriksson
- 1 maj - TV4 och Unicefs insamlingsgala Världens humorkväll
- 4 maj - Premiär för amerikanska Ghost Whisperer med Jennifer Love Hewitt
- 8 maj - Säsongspremiär för amerikanska Commander in Chief med Geena Davis
- 28 maj - Underhållningsprogrammet Bonde söker fru
- 29 maj - Ny omgång av brittiska Supernanny
- 10 juni - Premiär för brittiska Min hund styr mitt liv (It's Me or the Dog)
- 20 juni - Repris av dokumentärserien Hitlers läkare
- 20 juni - Brittiska kriminalserien Utan ledtråd (Amnesia)
- 28 juni - Brittiska kriminalfilmen Miss Marple: Mordet i prästgården (Marple: The Murder at the Vicarage)
- 6 juli - Premiär för inredningsprogrammet Brygglov
- 6 juli - Premiär för underhållningsprogrammet Äntligen hi-tech
- 7 juli - Säsongstart för amerikanska dramaserien Numbers (Numb3rs)
- 8 juli - Premiär för Sommarkrysset med Gry Forssell
- 8 juli - Säsongstart för brittiska kriminalserien Tyst vittne (Silent Witness)
- 12 juli - Brittiska kriminalfilmen Miss Marple: 4.50 från Paddington (Marple: 4.50 from Paddington)
- 18 juli - Repris av dokumentärserien Häxornas tid med Jan Guillou
- 19 juli - Brittiska kriminalfilmen Miss Marple: Liket i biblioteket (Marple: The Body in the Library)
- 26 juli - Brittiska kriminalfilmen Miss Marple: Ett mord annonseras (Marple: A Murder Is Announced)
- 2 augusti - Brittiska kriminalfilmen Miss Marples sista fall (Marple: Sleeping Murder)
- 9 augusti - Brittiska kriminalfilmen Miss Marpe: Ett sting i tummen (Marple: By the Pricking of My Thumbs)
- 16 augusti - Brittiska kriminalfilmen Miss Marple: Mord per korrespondens (Marple: The Moving Finger)
- 18 augusti - Säsongstart för Postkodmiljonären
- 23 augusti - Brittiska kriminalfilmen Miss Marple: Mördande seans (Marple: The Sittaford Mystery)
- 29 augusti - Säsongspremiär för Idol
- 2 september - Junior Eurovision Song Contest sänds från Bukarest
- 9 september - Säsongspremiär för Deal or No Deal med Martin Timell
- 11 september - Svenska TV-galan Kristallen sänds från Annexet vid Globen i Stockholm
- 14 september - Partiledardebatten inför riksdagsvalet leds av Lena Smedsaas och Jenny Östergren
- 18 september - Premiär för Förkväll med Carina Berg, Carolina Gynning, Mari Jungstedt och Kayo Shekoni
- 18 september - Premiär för underhållningsprogrammet Stolpe ut med Peppe Eng
- 19 september - Seriestart för brittiska dramaserien House
- 20 september - Premiär för brittiska komediserien IT-supporten (The IT Crowd)
- 23 september - Säsongstart för brittiska thrillerserien Mord i sinnet (Wire in the Blood)
- 24 september - Säsongstart för Parlamentet med Anders S. Nilsson
- 25 september - Premiär för danska kriminalserien Anna Pihl
- 26 september - Säsongstart för Äntligen hemma med Martin Timell
- 28 september - Säsongstart för Time Out
- 29 september - Säsongstart för amerikanska dramaserien Jordan, rättsläkare (Crossing Jordan)
- 4 oktober - Säsongstart för dejtingserien Bonde söker fru
- 5 oktober - Säsongstart för amerikanska dramaserien Medium med Patricia Arquette
- 6 oktober - Säsongstart för Hey Baberiba
- 22 oktober - Premiär för realityserien Trälen
- 5 november - Prisgalan Nickelodeon Kids Choice Awards 2006 med Caroline Kull, Anders Jacobsson och Sören Olsson
- 13 november - Amerikanska dramaserien The Lyon's Den med Rob Lowe
- 13 november - Fotbollsgalan med Adam Alsing och Jessica Almenäs
- 28 november - Säsongstart för dramaserien Boston Public
- 2 december - Junior Eurovision Song Contest 2006 direktsänds från Bukarest
- 8 december - Insamlingsgalan Faddergalan leds av Bengt Magnusson och Agneta Sjödin
- 9 december - Frågesportprogrammet Vinterkrysset med Gry Forssell
- 14 december - Brittiska dramaserien Afterlife med Lesley Sharp
- 16 december - Brittiska kriminaldramat Om du var min (If I Had You) med Sarah Parish
- 27 december - Brittiska kriminalserien Poirot (Poirot - The Murder of Roger Ackroyd)

### Kanal 5
- 12 januari - Amerikanska kriminalserien Wanted
- 24 januari - Säsongstart för amerikanska dramaserien Desperate Housewives
- 24 januari - Säsongstart för amerikanska komediserien Joey
- 25 januari - Premiär för inredningsprogrammet Malmvägen
- 29 januari - Premiär för matlagningsserien Jamie Olivers Italien med Jamie Oliver
- 29 januari - Säsongstart för Big Brother
- 31 januari - Säsongstart för amerikanska Gilmore Girls
- 31 januari - Andra säsongen av amerikanska The Office
- 1 februari - Premiär för amerikanska thrillerserien Invasion (Invasion)
- 6 februari - Säsongstart för Drickbart med Ola Eklund och Micke Mårdstam
- 6 februari - Nyhetssatirserien Veckans nyheter med Henrik Schyffert
- 26 februari - Säsongstart för amerikanska dramaserien One Tree Hill
- 26 mars - Brittiska dokumentärserien Klassen från helvetet
- 5 april - Säsongstart för inredningsprogrammet Homestyling
- 11 april - Säsongstart för Grey's Anatomy
- 13 april - Premiär för Ett herrans liv med Filip Hammar och Fredrik Wikingsson
- 13 april - Premiär för Supernördarna med Martin Björk
- 25 april - Premiär för amerikanska komediserien Freddie med Freddie Prinze, Jr.
- 7 maj - Reseprogrammet Emmas värld med Emma Andersson
- 21 maj - Brittiska dokumentärserien Airline
- 22 maj - Amerikanska komediserien The War at Home
- 30 maj - Säsongstart för amerikanska Biggest Loser
- 18 juni - Ny omgång av amerikanska kriminalserien Kalla spår (Cold Case)
- 22 juni - Repris från 2004 av High Chaparall
- 28 juni - Ny omgång av Expedition lortgris (How Clean Is Your House?)
- 6 juli - Amerikanska dramaserien E-Ring med Benjamin Bratt och Dennis Hopper
- 7 juli - Brittisk-amerikanska dramaserien Rome
- 15 juli - Amerikanska västernserien Into the West med Josh Brolin, Rachael Leigh Cook med flera.
- 22 augusti - Säsongstart för amerikanska Gilmore Girls
- 22 augusti - Säsongstart för amerikanska dramaserien Desperate Housewives
- 4 september - Premiär för dokusåpan Miljonärerna med Pontus Gårdinger
- 23 september - Svenska thrillerserien Hombres
- 23 oktober - Repris från 2004 av amerikanska dramaserien Las Vegas med James Caan med flera.
- 7 november - Amerikanska dramakomediserien Ugly Betty med America Ferrera
- 7 november - Säsongspremiär för Grey's Anatomy
- 8 november - Reprisstart för amerikanska komediserien Freddie med Freddie Prinze, Jr.
- 8 november - Premiär för dokumentärserien Kustbevakarna
- 19 november - Amerikanska thrillerserien Invasion med William Fichtner
- 1 december - Norska julkalendern Jul i Tøyengata

### ZTV
- 3 mars - Premiär för realityserien HCZ

### TV6
- 9 maj - Premiär för Våra värsta år
- 12 maj - Premiär för amerikanska Kingdom Hospital
- 14 maj - Premiär för brittiska dokumentärserien Car Cruzin
- 15 maj - Premiär för Rocky & Drago med Tilde Fröling och Peter Siepen
- 27 juni - Premiär för amerikanska humorshowen Bullshit!
- 1 oktober - Premiär för säsong 2 av FCZ
- 21 november - Ny omgång av Rocky & Drago med Tilde Fröling och Peter Siepen

### Canal+
- 5 september - Premiär för amerikanska dramaserien Big Love med Bill Paxton, Jeanne Tripplehorn med flera.

## Mest sedda program
| Program                                   | Tittare   | Kanal | Datum       | Ref    |
| ----------------------------------------- | --------- | ----- | ----------- | ------ |
| Melodifestivalens final                   | 4 240 000 | SVT1  | 18 mars     | [ 16 ] |
| Kalle Anka och hans vänner önskar god jul | 3 610 000 | SVT1  | 24 december | [ 16 ] |
| Sverige-Finland, OS-final i ishockey      | 3 520 000 | SVT2  | 26 februari | [ 16 ] |
| Eurovision Song Contests final            | 3 285 000 | SVT1  | 20 maj      | [ 16 ] |
| Sverige-England, VM i fotboll             | 3 285 000 | SVT1  | 20 juni     | [ 16 ] |
| Sverige-Paraguay, VM i fotboll            | 2 950 000 | TV4   | 15 juni     | [ 16 ] |
| På spåret                                 | 2 595 000 | SVT1  | 15 januari  | [ 16 ] |
| Sverige-USA, OS i ishockey                | 2 470 000 | SVT1  | 19 februari | [ 16 ] |
| Sverige-Trinidad och Tobago, VM i fotboll | 2 390 000 | SVT2  | 10 juni     | [ 16 ] |
| Svenska idrottsgalan                      | 2 370 000 | SVT1  | 16 januari  | [ 16 ] |

## Avlidna
- 18 januari – Östen Warnerbring, 71, svensk sångare, musiker och deltagare i Melodifestivalen 1967.
- 15 februari – Pelle Bergendahl, 70, svensk journalist och programledare i radio och tv.
- 23 juni – Aaron Spelling, 83, amerikansk film- och TV-producent.
- 30 oktober – Aud Schønemann, 83, norsk skådespelare (Fleksnes fataliteter, Fredrikssons fabrik).

### Fotnoter
1. 1 2 3   När Var Hur 2007. DN
2. ↑  ”Digital-TV i nästan hela länet”. Sveriges Radio. 27 februari 2006. http://sverigesradio.se/sida/artikel.aspx?programid=160&artikel=804511. Läst 18 juli 2015.
3. ↑  ”The Danish DVB-T Network” (på engelska). Sveriges Television. http://www.svt.se/nyheter/regionalt/smaland/han-startade-digital-tv-uppror. Läst 18 juli 2015.
4. ↑  Martin Jönsson (31 maj 2006). ”TV6 ett lyft för Viasat”. Svenska dagbladet. http://blog.svd.se/reklamochmedier/2006/05/31/tv6-ett-lyft-for-viasat/?mobile=true. Läst 18 juli 2015.
5. ↑  ”Femman om nya kanalen: "Vi ska ta tittarna som SVT och TV4 överger"”. Resume. 18 maj 2006. http://www.resume.se/nyheter/artiklar/2006/05/18/femman-om-nya-kanalen-vi-ska-ta-tittarna-som-svt-och-tv4-overger/. Läst 18 juli 2015.
6. ↑  ”Silver: Ny filmkanal laddad med kvalitetsfilm”. Non Stop Television. 27 april 2006. Arkiverad från originalet den 22 juli 2015. https://web.archive.org/web/20150722033020/http://www.nonstop.tv/corporate/press/SILVER-NyFilmkanalLaddadMedKvalitetsfilm.pdf. Läst 18 juli 2015.
7. ↑  Thord Eriksson (27 maj 2006). ”Medveten aktör med stor plånbok”. Dagens nyheter. http://www.dn.se/kultur-noje/medveten-aktor-med-stor-planbok/. Läst 18 juli 2015.
8. ↑  ”Teracom: Nya kanaler har premiär i det digitala marknätet”. Euroinvestor. 26 maj 2006. Arkiverad från originalet den 21 juli 2015. https://web.archive.org/web/20150721202931/http://www.euroinvestor.se/nyheter/2006/05/26/teracom-nya-kanaler-har-premiar-i-det-digitala-marknatet/9417521#. Läst 18 juli 2015.
9. ↑  ”Fotbolls-VM i HDTV”. Elektronikbranschen. 28 april 2006. sid. 22-23. Arkiverad från originalet den 23 september 2015. https://web.archive.org/web/20150923235331/http://www.elektronikbranschen.se/wp-content/uploads/2011/01/RatekoFoto-5-06.pdf. Läst 18 juli 2015.
10. ↑  ”Fling och Menduro läggs ner”. Svenska dagbladet. 20 september 2006. http://www.svd.se/fling-och-menduro-laggs-ner. Läst 18 juli 2015.
11. ↑  Mats Lewan (4 oktober 2006). ”Canal Digital startar fler HD-tevekanaler”. Ny teknik. Arkiverad från originalet den 21 juli 2015. https://web.archive.org/web/20150721185237/http://www.nyteknik.se/nyheter/it_telekom/tv/article249290.ece. Läst 18 juli 2015.
12. ↑  ”2000 - 2009”. TV4-gruppen. 28 april 2006. http://www.tv4gruppen.se/Om-TV4-Gruppen/Det-har-ar-vi1/Historik/2000-2009/. Läst 18 juli 2015.
13. ↑  Ninna Bengtsson (1 december 2006). ”Markus Fagervall årets Idol”. Dagens nyheter. http://www.dn.se/kultur-noje/markus-fagervall-arets-idol/. Läst 18 juli 2015.
14. ↑  ”Svensk mediedatabas”. http://smdb.kb.se/catalog/search?q=%22V%C3%A4lkommen+p%C3%A5+50-%C3%A5rsfest%22&sort=OLDEST. Läst 6 april 2011.
15. ↑  ”Jultradition”. Arkiverad från originalet den 25 april 2012. https://web.archive.org/web/20120425112719/http://www.jultradition.se/tv.htm. Läst 26 mars 2011.
16. 1 2 3 4 5 6 7 8 9 10  "Årsrapport 2006" Arkiverad 6 januari 2014 hämtat från the Wayback Machine.. MMS.se. Läst 24 augusti 2013.